# Universidad de L'Aquila
La Universidad de L'Aquila (nombre oficial Univessità degli Studi dell'Aquila) es una universidad estatal italiana, la más antigua de Abruzos, que fue fundada en 1596 por orden de Fernando I de Nápoles.

## Historia

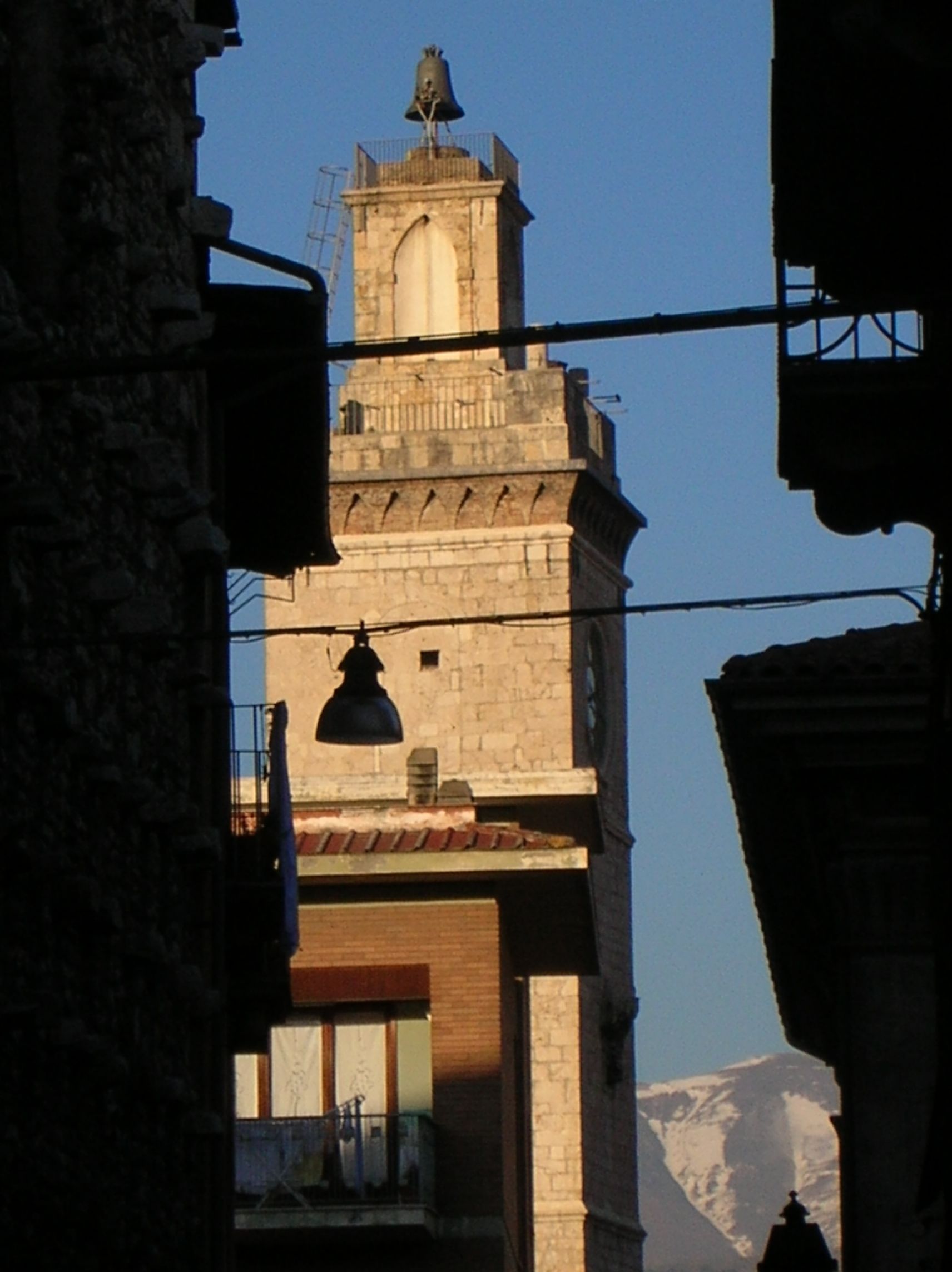
Imagen del centro histórico de L'Aquila : torre del reloj del Palazzo Margherita.

### Orígenes
El 11 de octubre de 1458 y luego el 9 de mayo de 1464, al día siguiente de la pacificación o rendición al soberano, tras el apoyo dado por el pueblo de L'Aquila a los últimos angevinos, la ciudad de L'Aquila pide al rey Fernando de Aragón la licencia para abrir un Studium similar a los existentes en Bolonia, Siena y Perugia . El rey concedió lo solicitado, pero no consta, a falta de pruebas documentales, que la Municipalidad estableciera el Estudio. Sin embargo, tanto antes como después de esta solicitud, está documentado cómo algunas personas de L'Aquila (por ejemplo, Giovanni da Capestrano y Berardino di Ludovico, doctorado en 1474 ) estudiaron derecho civil y canónico en la sede de Perugia.
En los últimos años del siglo XVI, los jesuitas, en su colegio, a partir de 1596, impartían enseñanza superior. El Aquilanum Collegium, tras la expulsión de los jesuitas del reino de las Dos Sicilias, decretada en 1767, se convirtió en Real Colegio al que se añadieron las cátedras de teología, filosofía e historia, matemáticas, bellas letras y lengua griega, en 1785 ., a algunas ciencias de la enseñanza como la química, la anatomía y la medicina teórica y práctica, y en 1792 las de cirugía y obstetricia . Pero, con un decreto del 30 de mayo de 1807, Giuseppe Bonaparte, reorganizando los Colegios Reales, suprimió el de L'Aquila y abrió uno en el monasterio de Santo Spirito del Morrone, cerca de Sulmona .

### Real liceo

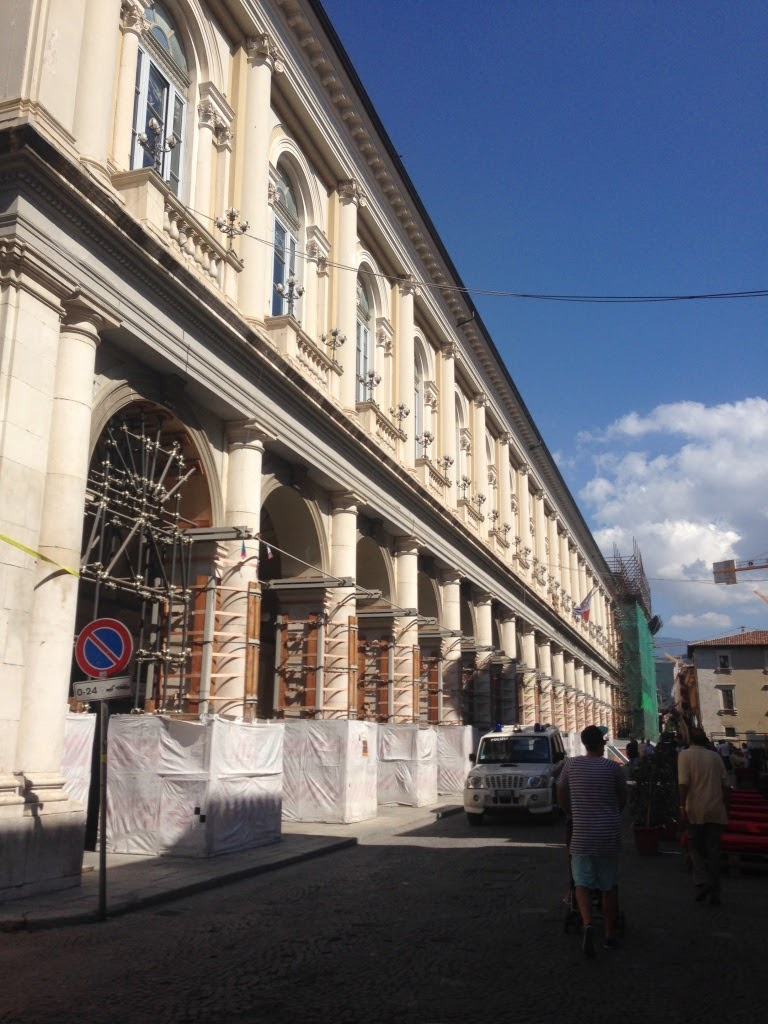
Folleto del antiguo convento de San Francesco, hoy Palacio del Convitto Nazionale e delle Corporazioni, lado de Corso Vittorio Emanuele II

Pasaron apenas siete años y el 21 de agosto de 1814 se inauguró en L'Aquila una escuela secundaria para todos los Abruzzi con enseñanzas universitarias anexas de medicina establecidas por Gioacchino Murat . Inmediatamente después de la restauración, con un decreto del 14 de enero de 1817, el rey Fernando estableció que en L'Aquila –al igual que en Bari, Catanzaro y Salerno – se inauguró un Real liceo de secundaria en la que se impartían las enseñanzas de derecho, anatomía y fisiología, cirugía y obstetricia, química y farmacia, medicina forense y variasciencias.
Por decreto del 3 de diciembre de 1874, los estudiantes sustentaron la elegibilidad para ejercer la farmacia, la llamada "cirugía baja" y agrimensura en la Real liceo de L'Aquila mientras obtenían su título en la Universidad de Nápoles, de la que dependían las escuelas secundarias. Debido a esta disposición, se redujo considerablemente el número de alumnos de la escuela de L'Aquila, que en 1861 se transformó en la Escuela Universitaria de Farmacia, Notaría y Cirugía Menor. Las escuelas universitarias, por motivos económicos, dejaron de existir por Real Decreto de 30 de septiembre de 1923 .

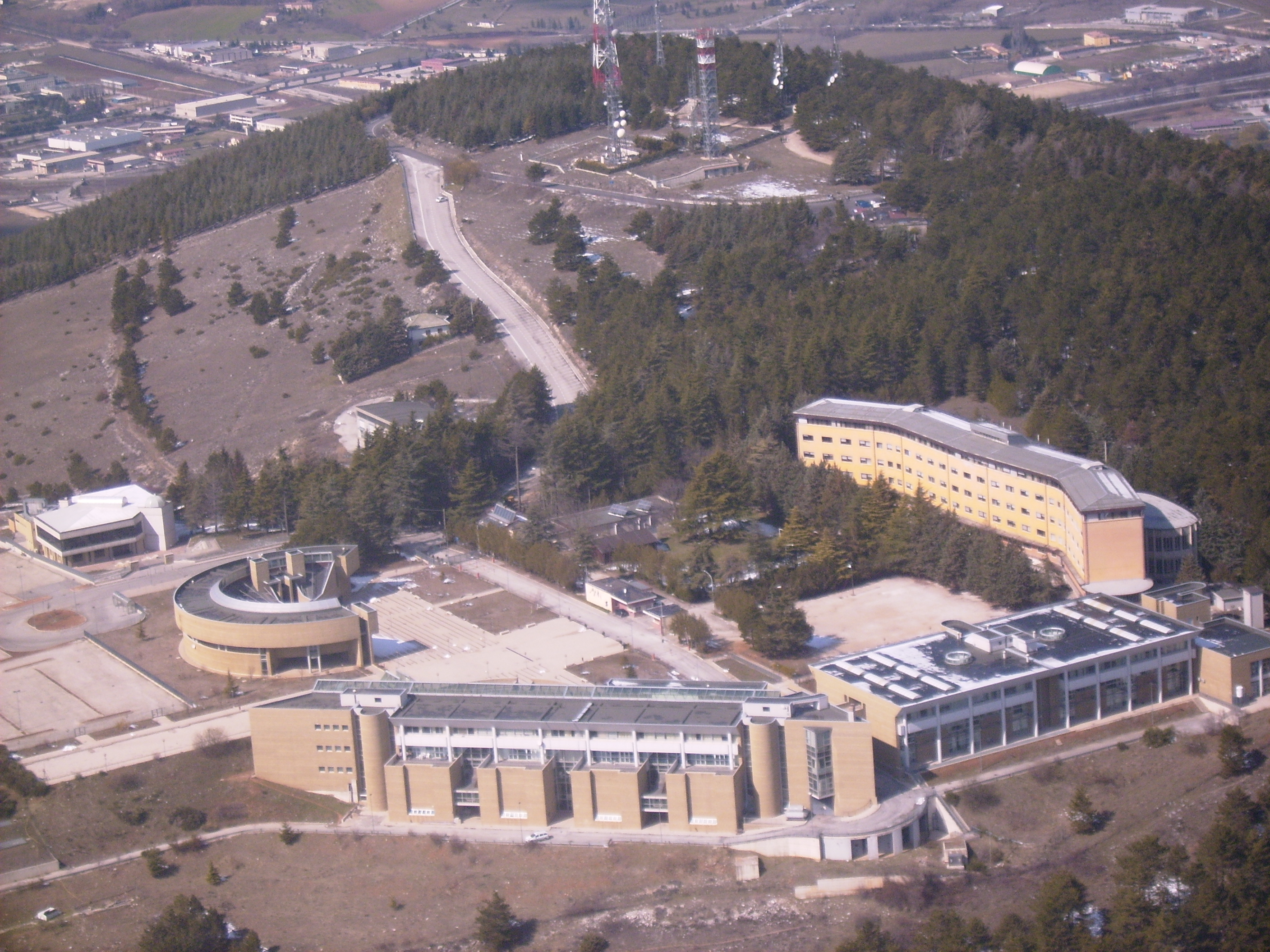
El complejo de la facultad de ingeniería en Monte Luco (Poggio di Roio)

### Refundación
En el verano de 1949, por iniciativa de Vincenzo Rivera, se iniciaron cursos universitarios de verano en los que participaron principalmente estudiantes de Abruzzo matriculados en la Universidad de Roma . El éxito de estos cursos sentó las bases para la fundación de una universidad libre en L'Aquila, apoyada por organismos locales y diversos. El 15 de diciembre de 1952 se inauguraron los cursos del instituto universitario de enseñanza y la creación del instituto superior de medicina promovido por Paride Stefanini .
Por decreto del Presidente de la República del 18 de agosto de 1964, se crea la Universidad libre de L'Aquila , integrada por las facultades de magisterio, medicina y cirugía, ingeniería y ciencias matemáticas, físicas y naturales.
A partir del año académico 1982 - 83 la universidad pasó a ser estatal. En 1991 se añadió la facultad de Economía a las facultades originales y en 1993 la facultad de Magisterio pasó a ser la Facultad de Letras y Filosofía. En los años siguientes se fueron integrando paulatinamente nuevas facultades: ciencias de la educación en 1996 ; ciencia del deporte en 1999 ; psicología y biotecnología ambas en 2005 .

### Terremoto de 2009

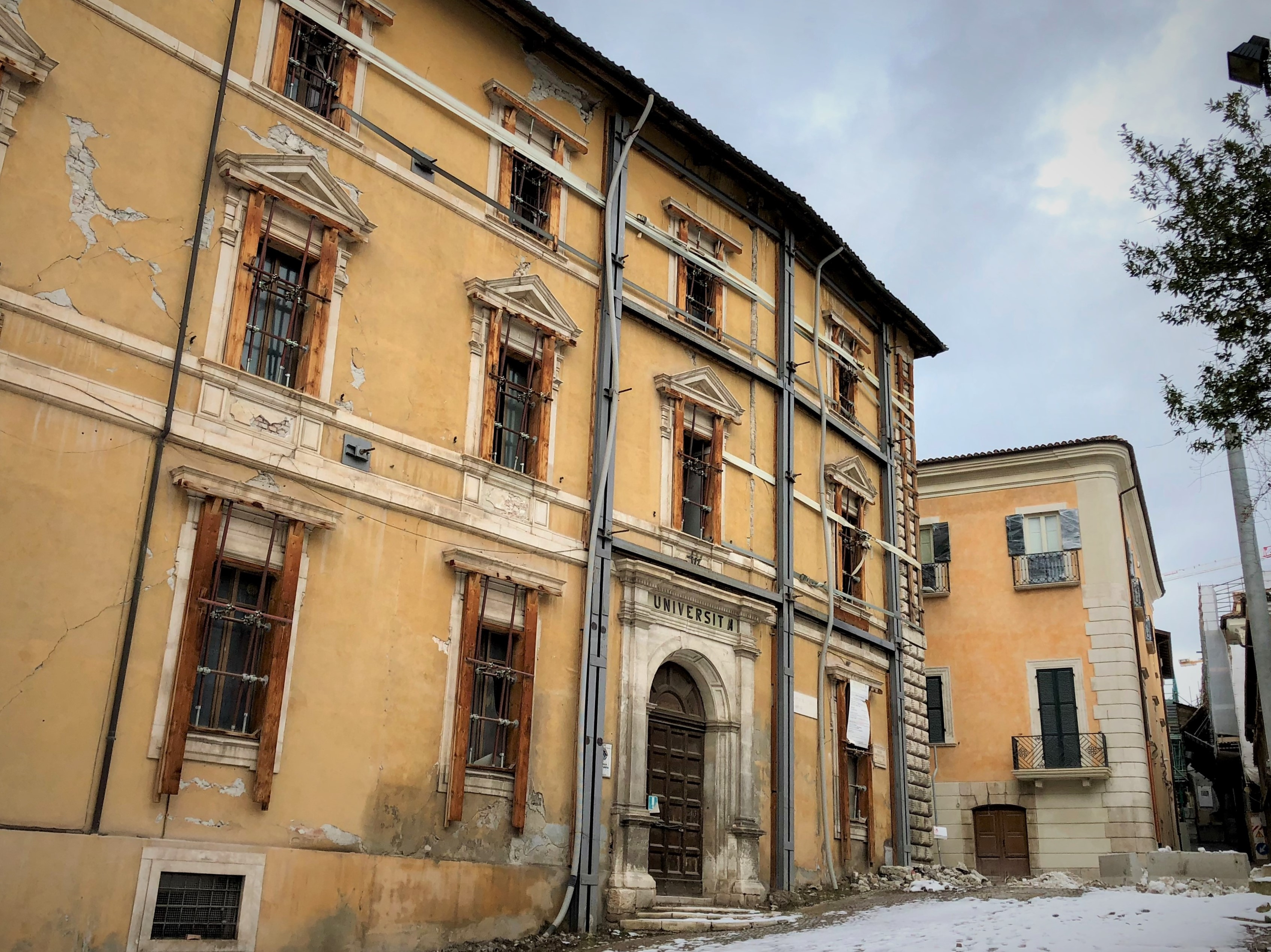
La histórica sede del Rectorado, en el Palacio Carli, dañada por el terremoto

El 6 de abril de 2009, a causa del terremoto que afectó a Abruzzo y en particular a su capital, las estructuras universitarias de la ciudad de L'Aquila resultaron gravemente dañadas. Los edificios de la Facultad de Letras y Filosofía se derrumbaron; asimismo el rectorado. También se registraron enormes daños en la nueva sede de la facultad de ingeniería en Monteluco di Roio, mientras que otras facultades, incluidas las de ciencias matemáticas, físicas y naturales, se vieron menos afectadas.
La docencia del año académico 2008/09 se completó utilizando instalaciones de emergencia o, en algunos casos, ubicaciones fuera de la ciudad. Para el año académico 2009/10, la Universidad recuperó gran parte del campus de Coppito, arrendó la antigua sede del Liceo Guglielmo Reiss Romoli y otras estructuras en las áreas industriales de Bazzano y Pile. Para incentivar el renacimiento de la Universidad, el MIUR firmó un memorando de entendimiento de tres años con la Universidad, que estabilizó el fondo ordinario de financiación y suprimió, hasta la primera cuota del curso académico 2014/15, el pago de derechos de matrícula. A través de estas medidas, la universidad pudo mantener su número de estudiantes casi sin cambios: unos 25 000 estudiantes, antes del terremoto, en el año académico 2008/09 y 24 807 inmediatamente después del terremoto.

## Estructura
La Universidad está organizada en los siguientes departamentos:
- Ingeniería civil, edilicia y ambiental – sede en Monteluco di Roio, en la antigua colonia montañesa IX Maggio.
- Ingeniería y economía industrial y de la información : sede en vía G. Gronchi, cerca de Campo di Pile
- Ingeniería y ciencias de la información y matemáticas – vía Vetoio, en el centro científico y médico de Coppito
- Medicina clínica, salud pública, ciencias de la vida y ambientales – vía Vetoio, en el centro científico y médico de Coppito
- Ciencias físicas y químicas – vía Vetoio, en el centro científico y médico de Coppito
- Ciencias clínicas aplicadas y biotecnologías – vía Vetoio, en el centro científico y médico de Coppito
- Ciencias humanas : antes de 2009 se clasificó en varios edificios del centro, incluido el Palazzo Carli. Ahora está en un edificio nuevo ubicado frente al antiguo hospital San Salvatore, en viale Nizza.

El Rectorado estaba ubicado antes del terremoto de 2009 en el Palacio Carli, a lo largo de vía Roma, en el barrio de San Pietro. Más tarde se alojó en un MAP temporal, y desde 2017 nuevamente en el centro histórico, en el Palacio Camponeschi, junto a la iglesia del Gesù.

### Jardín botánico
Para sus actividades de docencia e investigación, la universidad tiene a su disposición el jardín botánico alpino de Campo Imperatore y el jardín botánico de Collemaggio .

### Colaboraciones
La actividad científica y didáctica del Departamento de Física de la Universidad interactúa con los laboratorios nacionales Gran Sasso del Instituto Nacional de Física Nuclear, donde se realizan investigaciones en astrofísica, cosmología, física nuclear y geofísica .

## Rectores
- Vicente Rivera ( 1964 - 1967 )
- Ernesto Pontieri ( 1967 - 1972 )
- Giuliano Sorani ( 1972 - 1981 )
- Giovanni Schippa ( 1981 - 1995 )
- Luis Bignardi ( 1995 - 2004 )
- Ferdinando DiOrio ( 2004 - 2013 )
- Paola Inverardi ( 2013 - 2019 )
- Edoardo Alesse ( 2019 - actualidad )